# Cereopsius ziczac
Cereopsius ziczac là một loài bọ cánh cứng trong họ Cerambycidae.